# Charles Booth
Charles Booth (født 30. marts 1840 i Liverpool, død 23. november 1916 i Leicestershire) var en engelsk filantrop og forsker indenfor sociale forhold. Hans dokumentariske skildringer af arbejderklassens liv i London i slutningen af 1800-tallet medførte, at den engelske regering greb ind mod fattigdommen tidligt i 1900-tallet.